# Діалекти Фарсу
Діалекти Фарсу — умовна назва групи діалектів на заході остану Фарс, що належать до південно-західної іранської групи мов, але не входять до перської мови. 

## Склад
Включає такі діалекти: 
- діалекти таджикі (tåǰīkī, «таджицька», не плутати з таджицькою мовою) :
  - масармі (Māsaram-e Soflá), сомгуні (Samghān), папуні (Pāponi), бурінгуні (Būrenjān) — поблизу Казеруну
  - гоукошакі (Гоукошак, Gāv Koshāk) — на схід від Казеруну
  - ердекані (ардакані; Ердекан, Ardakān), келаті, холларі (хулларі; Khollār) — на північний захід від Ширазу
  - рішарі (Rīshahr), тенгістані — поблизу Буширу
- кондазі — близький діалектам таджикі; селище Кондазі (Kondāzī) на північ від Ширазу
- девані (давані, доулі) — село Деван (Davān, місцеве вимова [do:'u:l]), за 8 км на північ від Казеруну біля підніжжя гори Деван 
  - † староказерунський діалект (lähǰe-ye käzerūnī-ye qädim) — можливо, близький до девані
- єврейсько-ширазький — діалект євреїв Ширазу (див. також єврейсько-іранські мови)